# Monoblastus nigriventus
Monoblastus nigriventus là một loài tò vò trong họ Ichneumonidae.